# 広島臨時仮議事堂
広島臨時仮議事堂（ひろしまりんじかりぎじどう）は、かつて広島県広島市にあった仮設の国会議事堂。
日清戦争開始にともない臨時首都となった広島で帝国議会（第7回帝国議会）が開催されることになり、その際に市中心部に建てられた。設計者は妻木頼黄、設計から竣工までほぼ20日間という突貫工事で作られた。東京以外に唯一造られた国会議事堂である。議会終了後議事堂は撤去され、現存していない。

## 沿革

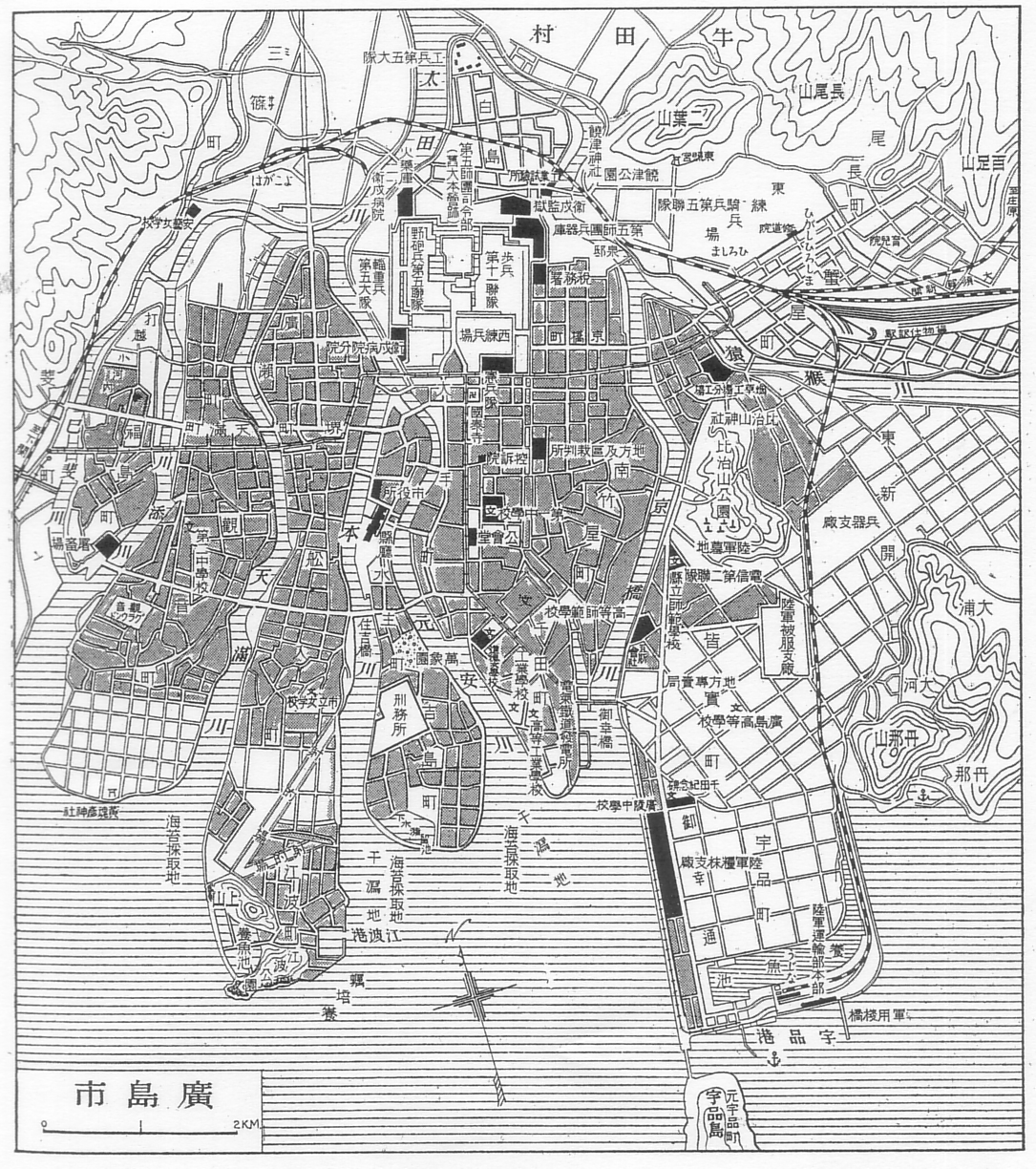
1930年ごろの広島市地図。地図中央上に西練兵場と憲兵隊、右上に広島駅、右下に宇品港がある。

1894年（明治27年）7月、日清戦争勃発。当時山陽鉄道は広島駅が西端であったこと、第5師団の拠点があったこと、宇品港（広島港）が事実上軍港として整備されていたことから、広島が臨戦地となり大本営が置かれた。明治天皇、および政府高官も移ってきたことから事実上首都として機能し（日本の首都参照）、帝国議会を広島で開くことになった。同年9月22日に公布された詔書により急遽決定したもので、議員召集日も決定していた。
伊藤博文首相は鍋島幹広島県知事に議事堂候補を調べるよう指示、鍋島はその中で過去に仮の県庁舎として用いたことがある寺町の仏護寺（現中区本願寺広島別院）を調査し議事堂として利用するには手狭であると報告、結果新しく議事堂を建設することが決定した。中根重一貴族院および水野遵衆議院の両書記官長が加わった協議の結果、広島市の中心部である西練兵場の南東端の憲兵本部前、現在の中区基町中国電力基町ビル敷地に、設けられることが決定した。この地は元々広島城の南東端の外堀近くにあたり、廃藩置県後城の本丸に広島鎮台のち第5師団が置かれた際に城の南側にあたるこの一帯は練兵場として整備された場所である。
同年10月14日仮設議事堂竣工、翌日である同年10月15日議員招集、同年10月18日第7回帝国議会開会、会期は4日間、臨時軍事費予算案などが組まれた。その後日清戦争は勝利に終え、明治天皇は1895年（明治28年）4月27日東京へ戻っていった。
その後は、陸軍予備病院、第5師団司令部、広島陸軍地方幼年学校開校に際しその仮校舎など、転々と陸軍の仮施設として用いられた後、1898年（明治31年）に取り壊されている。

## 略歴
- 1894年（明治27年）
  - 8月1日 - 日清戦争宣戦布告

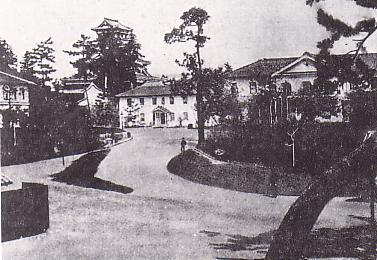
広島城本丸に置かれた広島大本営

  - 9月8日 - 明治天皇は広島に大本営進駐を発令[13]。
  - 9月15日 - 明治天皇広島大本営入り[14]。
  - 9月22日 - 帝国議会開催詔書公布[7][15]。
  - 9月25日 - 妻木頼黄内務省技師、その部下である大迫直助・田尻政太郎・湯川甲三技手、広島入り、市内魚屋町（現中区）泉旅館を拠点とした[15][16]。
  - 9月26日 - 妻木、設計書および見積もりを政府へ提出[15]。
  - 9月30日 - 臨時仮議事堂着工[15]。
  - 10月14日 - 臨時仮議事堂竣工[15]。
  - 10月15日 - 貴族院および衆議院議員召集[17]。
  - 10月18日 - 第7回帝国議会開会[18]。
  - 10月22日 - 第7回帝国議会閉会[19]。
  - 11月2日 - 臨時仮議事堂にて征清陸海軍戦捷大祝賀会開催[20]。
  - 11月16日 - 臨時仮議事堂を広島陸軍予備病院第四分院として利用開始、翌年6月3日まで[12]。
- 1895年（明治28年）
  - 4月17日 - 下関条約締結[21]。
  - 4月21日 - 明治天皇詔書公布、日清戦争終結[22]。
  - 4月27日 - 大本営を京都に移す。明治天皇広島出発[11]。
  - 7月7日 - 臨時仮議事堂を留守第5師団司令部庁舎、のち同月10日から第5師団司令部庁舎に[12]。
- 1896年（明治29年）
  - 12月2日 - 臨時仮議事堂を歩兵第42連隊庁舎、翌年8月3日まで[12]。
- 1897年（明治30年）
  - 9月1日 - 臨時仮議事堂を広島陸軍地方幼年学校開校に伴い仮校舎に、翌年4月24日まで[12]。
- 1898年（明治31年）
  - 12月2日 - 臨時仮議事堂解体工事開始[12]。

## 構造
設計及び施工管理者は妻木頼黄内務省技師、その助手として大迫直助・田尻政太郎・湯川甲三の技士3人がついた。施工者は妻木の意向により地元広島の大工が用いられ、最終的には1,000人近くの大工が参加している。建材に関しても、妻木の意向によりほぼ広島のものが採用された。

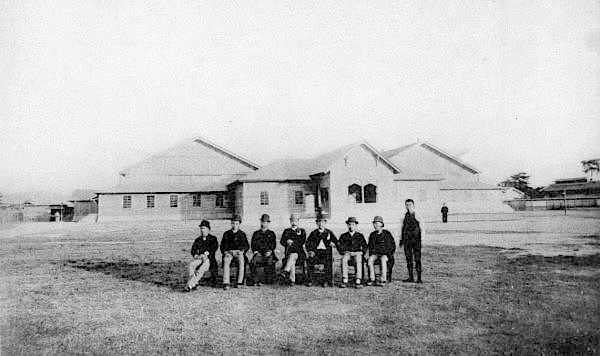
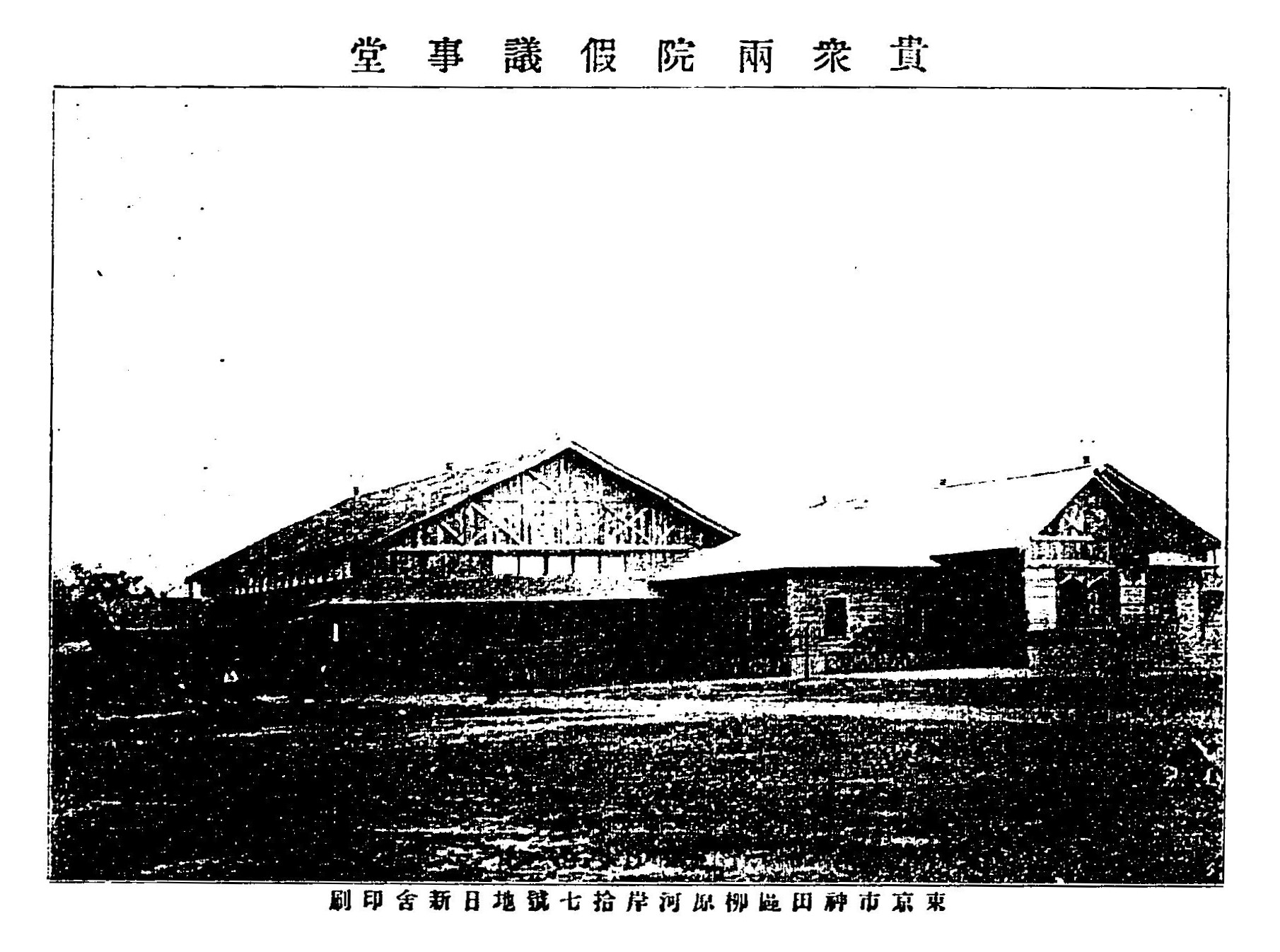

西側を正面とし、車寄を持つ玄関が中央に張り出し、切妻造板葺きの右（南側）に貴族院・左（北側）に衆議院と両議場を配し、背面（東側）に便殿（天皇の行在所）を置き、玄関から便殿まで通路で結ばれそれを軸に左右線対称に配置されている。通路にそって各事務室が置かれ採光のため中庭が4つ造られている。正面玄関とは別に、両議場に傍聴人用の入口が付く。

### 諸元

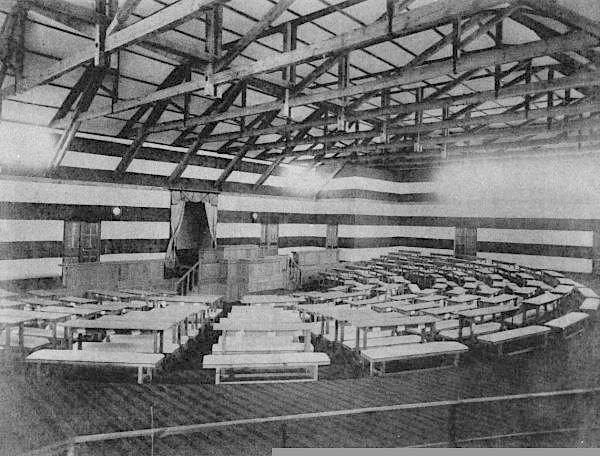
貴族院議場内部

- 工期 : 1894年（明治27年）9月30日～同年10月14日[15]
- 場所 : 広島市基町第五師団西練兵場地内（現広島市中区基町9-33）[15][26]
- 構造 : 木造板葺掘建洋風平屋建[3][26]
- 敷地面積 : 7,615坪 9合 4勺[24]（25,258m2 [26]）
- 建物面積 : 710坪 5合[24]（2,912m2 [26]）
- 建築費
  - 約32,000円(臨戦地日誌, p. 235)
  - 25,114円 - 貴族院12,728円80銭5厘、衆議院12,385円74銭3厘（広島市公式[26]）

### 主な間取

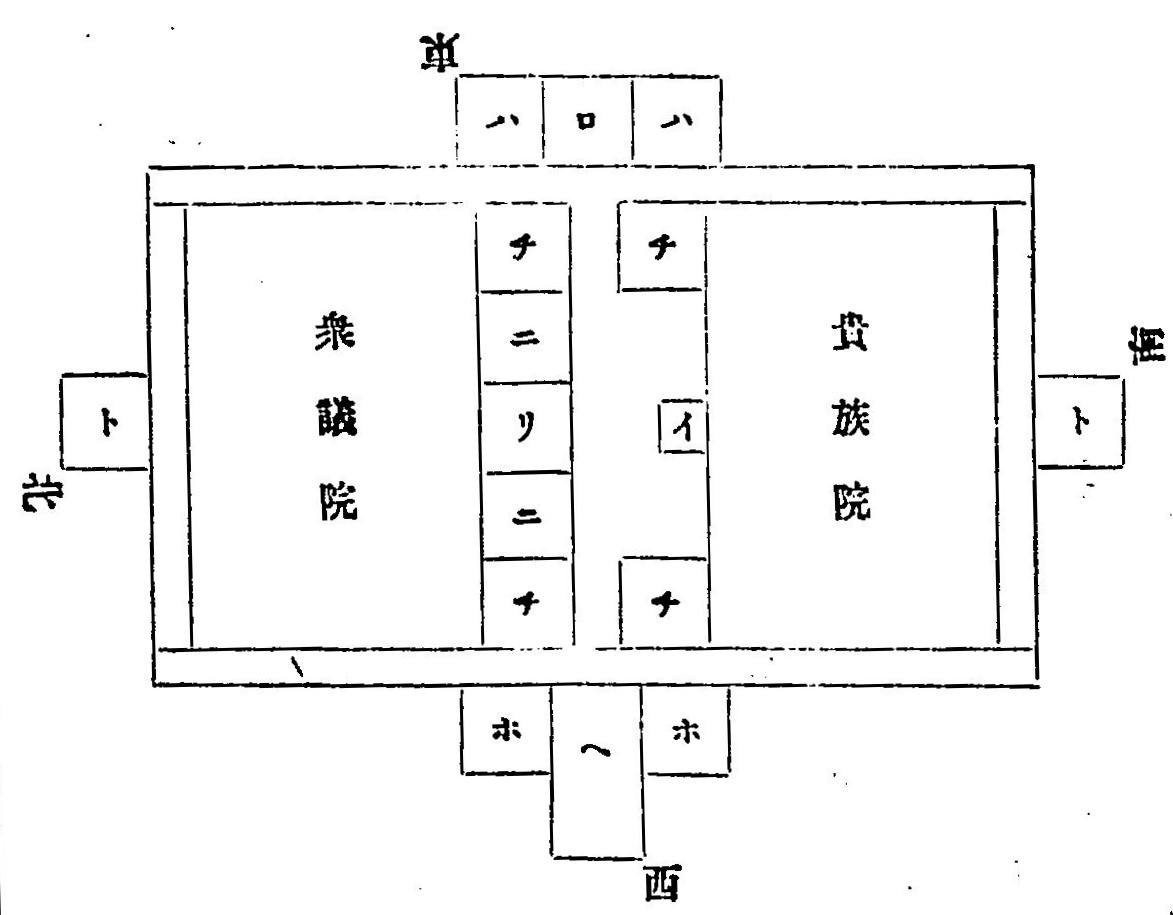
平面図。記号は左参照。

- 貴族院議場 - 横63尺×縦90尺[27]
- 衆議院議場 - 同上[27]
- 玉座 - イ、横11尺×縦17尺[27]
- 便殿 - ロ 、横25尺×縦30尺[27]
- 侍従室 - ハ、正方30尺×2[27]（北側のみ大臣控室とも[25]）
- 議長室書記官長室 - ニ、横17尺×縦14尺[27]
- 議員休憩室 - ホ、正方30尺×2[27]
- 玄関 - ヘ、横25尺×縦46尺[27]
- 傍聴人入口 - ト、正方18尺×2[27]
- 中庭 - チ、正方24尺×4[27]

### 特徴
ほぼ20日間で仕上げなければならなかった官庁営繕事業であることに加え、当時国内にある建築物としては最大級のものを、洋小屋の知識が全国に普及する過渡期の中での地方の大工によって建てなければならない、という困難な状況下で工事が行われた。この中で妻木はいくつか工夫をこらしており、下記はその一部である。
- 掘立造 - 工期短縮のため地業および基礎を省いている[12]。
- 電信柱の利用 - 短期間での建築木材の確保が不十分だったため、設置前の木材電柱を調達し転用している[12]。
- 内装の簡略化
  - 足場設置撤去により工期が延びることから、陸梁を足場として折り上げ天井を施工[12]。
  - 壁面を紺と白の布で横縞模様をつけただけにしている。これは陣屋幕をイメージしたもの（上写真参照）[12]。
- 仕口継手に金具多用 - 加工手間を省くためボルト締めを多用している[12]。

妻木は後に、この功績により叙勲を受けている。ただ、このような仮設構造の上、議事堂の近くには軍馬がおり、議事堂内で執務する職員や速記者は、ハエの襲来に悩まされたという逸話が残っている。

## 現状
撤去された後は、再び西練兵場として用いられた。1945年広島市への原子爆弾投下によって周辺は壊滅的な被害を受ける。戦後の都市開発により、現在はビルが建ち並ぶ。唯一の目印として、中国電力基町ビルの正面入口付近に「広島臨時帝国議会議事堂跡碑」が建っている。
また、仮議事堂が取り壊される際に、便殿のみ比治山に移設され、戦前の観光名所となった。しかし、1945年の被爆により壊滅したため、現存しない。

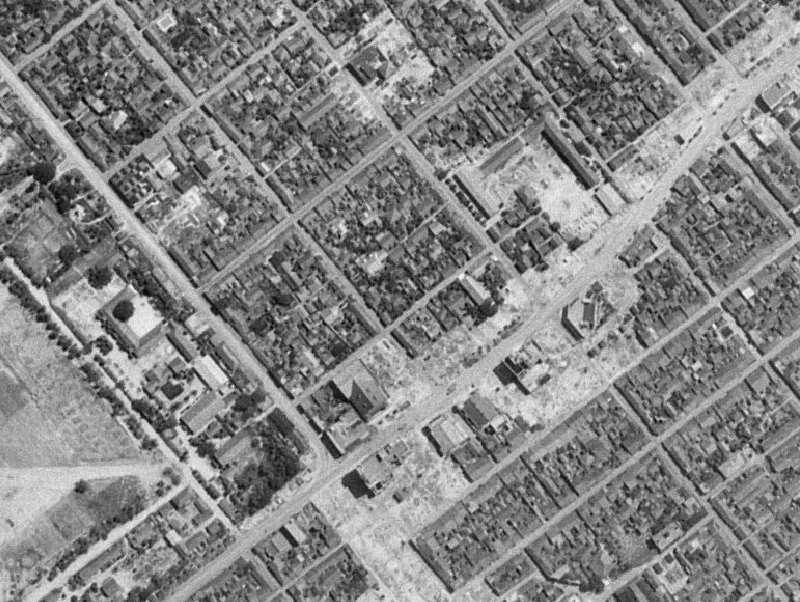
1945年被爆直前の八丁堀周辺（写真上が北東方向）。写真左下が西練兵場南東端にあたり、この付近に建てられた。
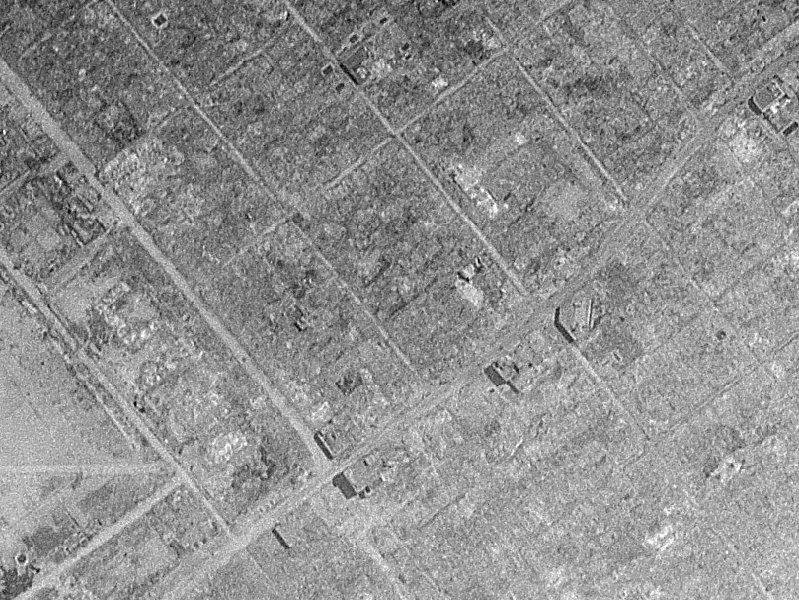
1945年被爆後。西練兵場から右に福屋（爆心地から710m[30]）のビルが見える。
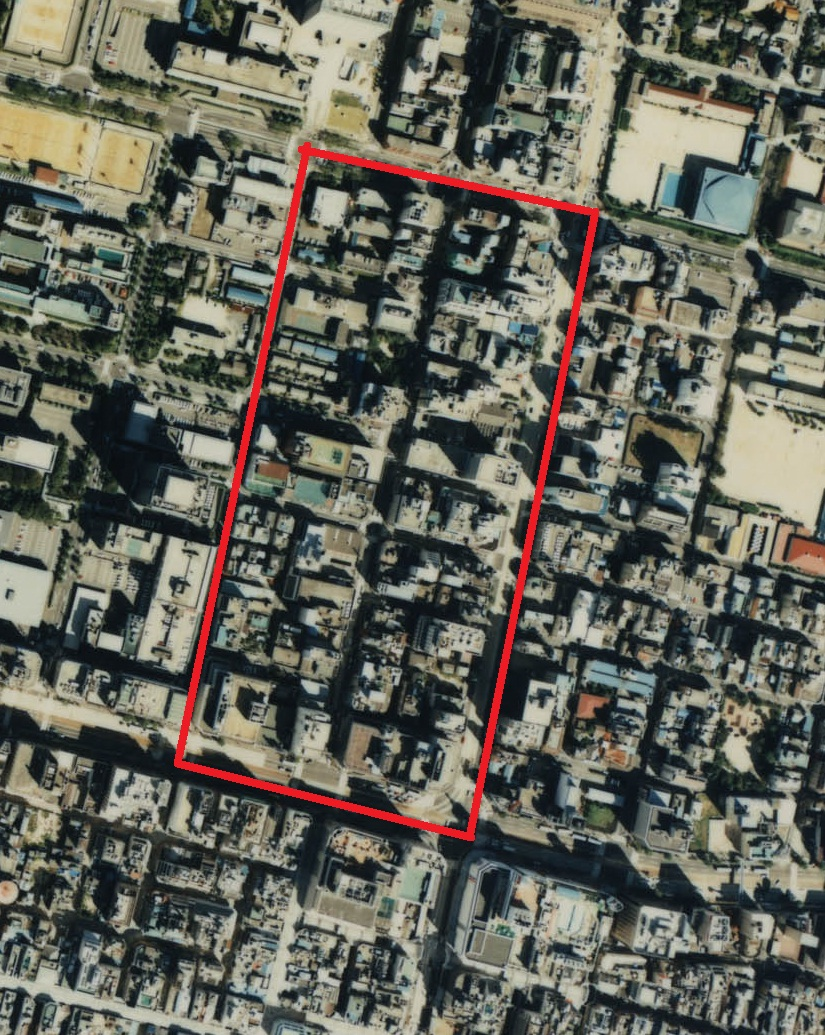
1988年の八丁堀[31]。矩形赤線の左下外側付近にあたる。
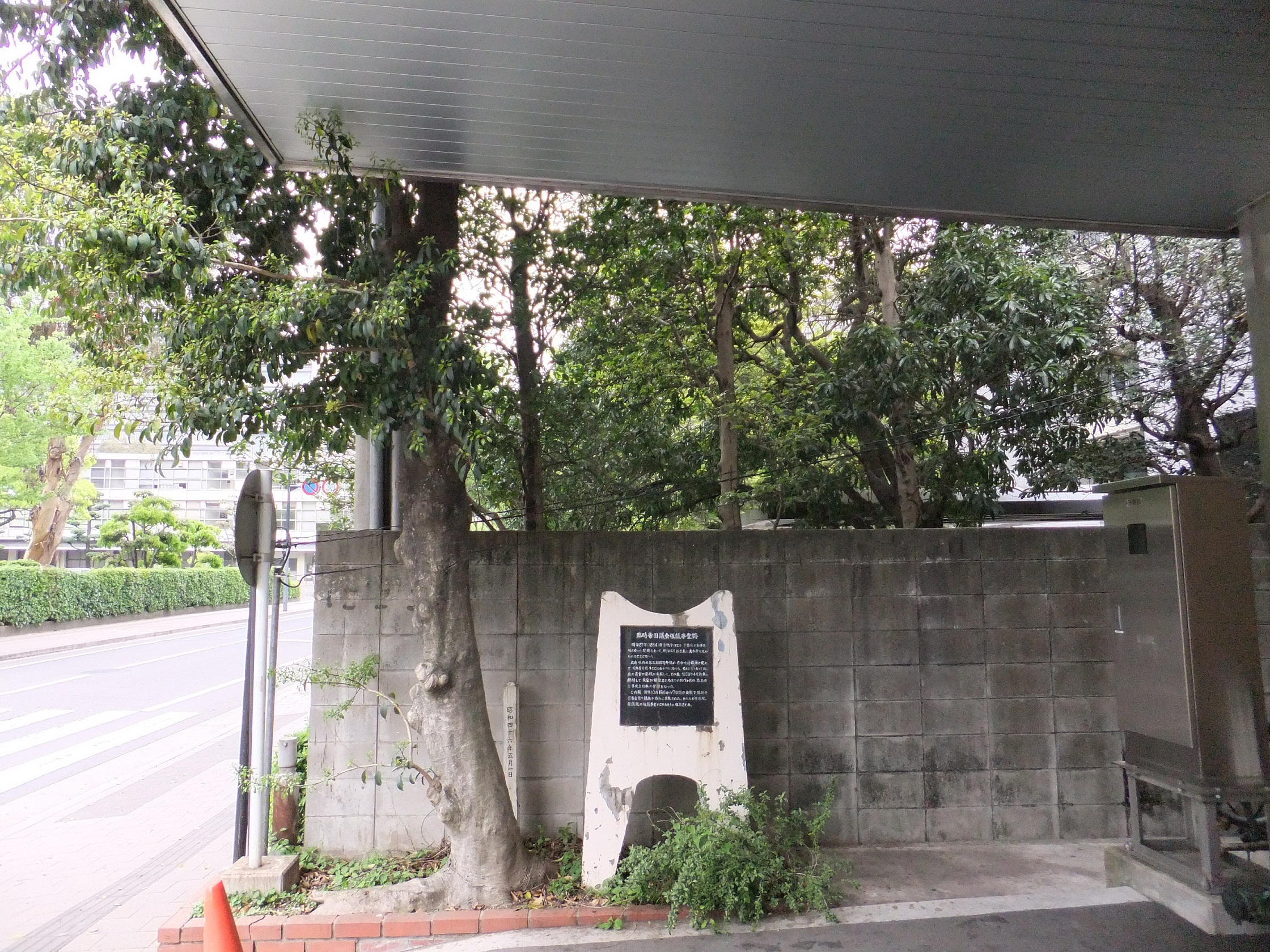
広島臨時帝国議会議事堂跡碑。

## 参考資料
- 堀内正昭「広島臨時仮議事堂(竣工1894年)における議場小屋組の構法について」、昭和女子大学、1984年、2014年5月24日閲覧。
- 広島県庁『広島臨戦地日誌』志熊直人、1899年。2014年5月24日閲覧。